# تهيئة (حوسبة)

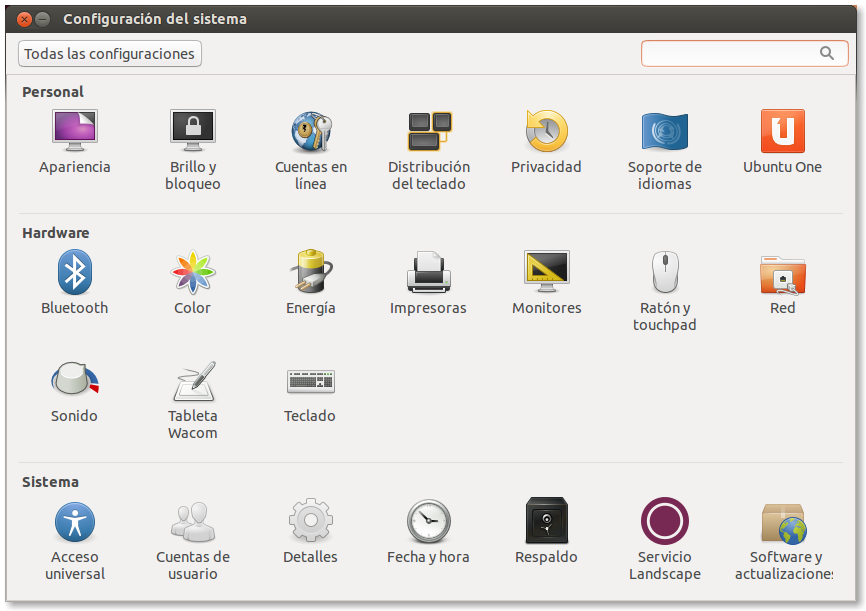

التهيئة الحوسبية (بالإنجليزية: Computer configuration)‏ هي مجموعة من البيانات التي تحدد قيمة بعض المتغيرات أي برنامج أو أنظمة التشغيل وعادة ما تكون هذه الخيارات محملة منذ البداية، وفي بعض الحالات يجب إعادة تشغيلها مجددًا لتفعيل ورؤية التغييرات، حيث أن البرنامج لا يمكنه تفعيلها أثناء تنفيذه الأمر، وإن لم تكن الإعدادات مهيئة ومعرفة من قبل المستخدم، فإن البرنامج أو النظام سيعمل على تحميل نظام الإعدادات الافتراضية.